# Karmapa-Konflikt
Die Linie der Karmapas ist nach der Sichtweise der Karma-Kagyü-Schule die älteste Tulkulinie im tibetischen Buddhismus. Die Linie ist eine bedeutende, da die Karmapas die traditionellen Hauptlinienhalter der Karma-Kagyü-Schule sind.
Es gibt jedoch einen Konflikt darüber, wer der 17. Karmapa ist. Einige Jahre nach dem Tod des 16. Karmapa 1981 wurden zwei mögliche Kandidaten gefunden.

## Zusammenfassung

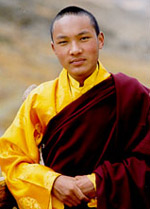
Karmapa Orgyen Trinley Dorje

Es gibt zwei Anwärter – Orgyen Trinley Dorje und Thaye Dorje – jeder wird durch mehrere angesehene Lamas der Karma-Kagyü Linie unterstützt. Beide sind als 17. Karmapa inthronisiert, d. h. durch eine Zeremonie zum Ausüben der Karmapa-Praxis ermächtigt worden, und nehmen zeremonielle und rituelle Aufgaben wahr. Am 11. Oktober 2018 haben sie sich das erste Mal persönlich getroffen, um sich kennenzulernen.
Die offizielle Inthronisierung zweier Menschen als 17. Karmapa hat zu strittigen Debatten unter den weltweiten Karma-Kagyü-Anhängern geführt. Man wirft sich teils gegenseitig die Spaltung der Linie, Lügen und Fehlverhalten vor. Daher ist es sehr schwer, ein objektives Bild der Vorgänge darzustellen, weil die wichtigsten Entwicklungen nur die zerstrittenen Beteiligten kennen. Wiederum wird von einigen Stimmen auch auf frühere Fälle von der mehrfachen Inkarnation eines Lamas im tibetischen Buddhismus hingewiesen, ohne dass die Lehre beschädigt worden sei. Es gibt aber auch noch weitere doppelte Linienhalter im tibetischen Buddhismus.

## Anerkennung der Karmapas
Genau wie in jeder anderen Tulkulinie ist die Frage der Anerkennung der neuen Wiedergeborenen entscheidend für die Fortführung der Linie. Manchmal sind alle betroffenen Parteien sicher, dass ein bestimmtes Kind tatsächlich eine Reinkarnation eines bestimmten Meisters ist. Manchmal ist das nicht der Fall, wie beim 8., 10. und 12. Karmapa (jeder Fall konnte geklärt werden). Eine erneute Debatte kam nunmehr mit der Ernennung des 17. Karmapa auf.

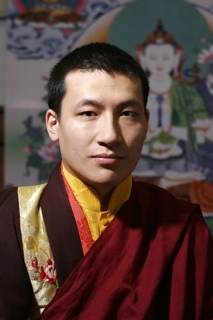
Karmapa Thaye Dorje

Historisch betrachtet, haben sich viele Karmapas selbst zu erkennen gegeben. Das bedeutet, dass viele Karmapas (mindestens 7 von den bisherigen 16 Karmapa-Inkarnationen) schon in jungen Jahren von sich behaupteten, der wiederverkörperte Karmapa zu sein, meist, indem sie auch Gefährten und Kollegen aus früheren Inkarnationen wiedererkannten.
Auch haben die meisten Karmapas Hinweise zu ihrer nächsten Wiedergeburt hinterlassen, häufig in Briefform. Solche Briefe beschreiben Ort und Elternhaus der nächsten Inkarnation, oft jedoch in poetischer Form, was die Deutung und Auffindung erschwert.
Jedenfalls spielten die engsten spirituellen Gefährten der vorhergehenden Inkarnation eine entscheidende Rolle im Anerkennungsprozess des nächsten Karmapas. Schließlich sind es sie, die verwirklichten und voll ausgebildeten buddhistischen Meister, die eng mit der vorhergehenden Inkarnation verbunden waren, die den neuen Karmapa ausbilden und lehren.
Seit der ersten Anerkennung im frühen 13. Jahrhundert nehmen mehrere Lamas am Anerkennungsprozess teil. Diejenigen, die die Inkarnation erkennen, sind nicht unbedingt diejenigen, die des Karmapas wichtigste Schüler waren oder die eine Vorhersage über seine Wiedergeburt erhalten. Von den vorhergehenden Karmapas, erkannte Situ Rinpoche den 8. Karmapa. Zusammen mit Shamarpa erkannte er den 9. Karmapa, zusammen mit Gyaltsap Rinpoche den 14. Karmapa und gemeinsam mit dem 2. Jamgon Kongtrul anerkannte er den 16. Karmapa. Gyaltsap Rinpoche erkannte den 7. und 13. Karmapa an.
Zwei Jahrhunderte zuvor wurde die Anerkennung der Inkarnation von Shamar Rinpoche, historisch gesehen der zweitwichtigste Linienhalter der Karma-Kagyü nach dem Karmapa, aufgrund eines politischen Streits mit der damals politisch herrschenden Gelug-Schule verboten. Diese behauptete, dass der 10. Shamarpa an einer nepalesischen Invasion in Tibet beteiligt gewesen sei. (Der Bann wurde 1963 auf Bitten des 16. Karmapas vom derzeitigen 14. Dalai Lama aufgehoben).
Shamar Rinpoche hatte historisch alleine den 5., 6., 10. und 11. Karmapa anerkannt. Eine von ihm zusammengestellte Gruppe anerkannte unter seiner Direktive den 12. Karmapa. Gemeinsam mit dem damaligen Situpa erkannte er den 8. Karmapa an. Die anderen Inkarnationen wurden von anderen Lamas aufgefunden.

## Gegenwärtiger Anerkennungskonflikt des 17. Karmapa
- Von den beiden Anwärtern wird Orgyen Trinley Dorje vom 12. Situ Rinpoche, vom 12. Gyaltsap Rinpoche, vom 14. Dalai Lama (höchster Trülku der Gelug-Schule), von Sakya Trizin (Oberhaupt der Sakya-Schule) sowie von Mindroling Trichen Rinpoche (Oberhaupt der Nyingma-Schule) anerkannt.[6] Die Bestätigung durch den Dalai Lama erfolgte, nachdem Situ Rinpoche und Gyaltsap Rinpoche ihn am 7. Juni 1992 offiziell baten, deren Anerkennung zu prüfen und zu bestätigen.[6] Andere prominente Kagyü Lamas, die die Erkennung von Orgyen Trinley Dorje akzeptieren, sind der 9. Traleg Kyabgon Rinpoche, der 9. Khenchen Thrangu Rinpoche, der 7. Dzogchen Ponlop Rinpoche und seine Nalandabodhi-Organisation,[7] der 7. Yongey Mingyur Rinpoche (der jüngste Sohn von Tulku Urgyen Rinpoche), der 3. Tenga Rinpoche, Khenpo Tsultrim Gyamtso Rinpoche, Bokar Rinpoche, der 3. Bardor Tulku Rinpoche, Khenpo Karthar Rinpoche,[8] Sakyong Mipham Rinpoche und seine Organisation,[9] Drupon Rinpoche, Akong Rinpoche und sein Kloster,[10] Lama Norlha Rinpoche und weitere. Orgyen Trinley ist auch bei mehreren hochangesehenen wiedergeborenen Lamas, die derzeit minderjährig sind, anerkannt darunter der 4. Jamgön Kongtrul Rinpoche, der 11. Pawo Rinpoche, der 3. Kalu Rinpoche und der 12. Surmang Trungpa Rinpoche. Jeder dieser jungen Lamas wird im Gegenzug von Orgyen Trinley selbst oder in Abstimmung mit ihm von Karma-Kagyü Lamas anerkannt.
- Der Anwärter Trinley Thaye Dorje wurde vom 14. Shamarpa (Künzig Shamar Mipham Tschökyi Lodrö, 2014 verstorben), von Drikung Kyabgon Chetsang Rinpoche (Oberhaupt der Drikung-Kagyü-Schule), Chogye Trichen Rinpoche (Oberhaupt der Tshar-Tradition der Sakya-Schule), Ludhing Khenchen Rinpoche (Oberhaupt der Ngor-Tradition der Sakya-Schule), Khenchen Trinley Paljor Rinpoche, Lama Jigme Rinpoche (Bruder von Shamar Rinpoche), Gendün Rinpoche (1997 verstorben), Sherab Gyaltsen Rinpoche, Khenpo Chodrak Tenphel Rinpoche, Shangpa Rinpoche, Lopön Tsechu Rinpoche (2003 verstorben) sowie weiteren hochrangigen spirituellen und weltlichen Würdenträgern anerkannt. Zu den bekannten Unterstützern Trinley Thaye Dorjes im Westen gehört Ole Nydahl.

Beru Khyentse Rinpoche hat eine deutlich weniger verbreitete Ansicht. Er erklärt, beide Karmapas seien legitim. Chökyi Nyima Rinpoche ist ebenfalls dieser Ansicht und erklärt, „wenn es nach meinem Vater (Tulku Urgyen Rinpoche) ginge, würden beide geachtet werden und reine Anerkennung erfahren“.
Für beide Seiten ist die Kontroverse eine unerfreuliche Angelegenheit. Praktizierende beider Seiten der Kontroverse sind allerdings auch meist überzeugt, dass die zukünftigen Handlungen und spirituellen Erkenntnisse der Anwärter klar zeigen werden, wer die wahre Reinkarnation des 16. Karmapa sei. Die richtige Person werde durch ihr Auftreten und ihr Handeln für alle deutlich werden.
Weiterhin stimmen die Anhänger beider Lager darin überein, dass eine strittige Auseinandersetzung nicht förderlich ist und die Praxis Vorrang habe. Für den Umgang mit der Karmapa-Frage gebe es dabei zwei Varianten:
- Viele Anhänger der Schule warten mit ihrer persönlichen Entscheidung bezüglich des Karmapa als direktem Vajrayana-Lehrer ab, bis sich die Lage geklärt hat. Bis dahin sind die Karmapas für ihre Anhänger als Meditations-Lehrer ohnehin voll verfügbar, da es aus dieser Sicht nicht um die Person geht, sondern um das menschlich-geistige Potential der mitfühlenden Tatkraft, für welche die Person des Karmapa nur stellvertretend stehe.
- Anderen Praktizierenden geht es mehr um die Person als um das Prinzip der erleuchteten Tatkraft, denn ansonsten könne jedermann zum Karmapa erklärt werden, der tatkräftig mitfühlend ist: Karmapa sei einzigartig und habe sich in seinen vergangenen Inkarnationen nur in einem Individuum reinkarniert. Auch wenn grundsätzliche Hingabe zur Rolle. des Karmapa hilfreich sein könne, könne doch das Einsetzen in diese Rolle keine echte Realisation und in Folge auch nicht das segensreiche Wirken und die spirituelle Kraft des Karmapa ersetzen.

## Kandidat Orgyen Trinley Dorje
Orgyen Trinley Dorje wurde am 26. Juni 1985 in einem Nomadenstamm in Osttibet geboren. Im Alter von sieben Jahren wurde er im Kloster Tsurphu zeremoniell inthronisiert, welches traditioneller Sitz der Karmapa Lamas in Tibet ist.
Ende Dezember 1999 entkam er seinen kommunistischen chinesischen Bewachern, die ihn von den meisten seiner traditionellen Studien und Lehrtätigkeiten abhielten, und floh über das Himalayagebirge nach Indien ins Exil.

### Sichtweise der Unterstützer Orgyen Trinley Dorjes
Nach dem Tod des 16. Karmapa vereinbarten Shamar Rinpoche, Tai Situ Rinpoche, Jamgon Kongtrul Rinpoche und Goshir Gyaltsab Rinpoche die Gründung eines Herrschaftsrats, um gemeinsam Verantwortung für die spirituellen Angelegenheiten der Karma-Kagyü-Linie zu übernehmen. Dabei wird die Regentschaft alle drei Jahre gewechselt.
Die Unterstützer Orgyen Trinley Dorjes behaupten, dass seine Geburt und Abstammung mit der Vorhersage Chogyur Lingpas übereinstimmen, welcher prophetische Visionen über verschiedene Ereignisse, die Leben des 14. bis 21. Karmapa betreffend, hatte. Viele glauben, dass sich Lingpas Aussage, die Geister Tai Situpas und Karmapas seien „unzertrennlich zu einer Einheit verbunden“, auf den 17. Karmapa und den derzeitigen Tai Situ Rinpoche bezieht. „Die Bezeichnung … ist dazu gedacht, zu zeigen, dass Uneinigkeit in dieser Reinkarnation besteht und der Geist des 17. Karmapa und der Geist des Tai Situ Rinpoche unzertrennbar voneinander sind“, erklärt Kagyü Lama Thrangu Rinpoche, einer von Orgyen Trinley Dorjes Lehrern. Obwohl der 16. Karmapa zwei Briefe hinterließ, in denen er seine Wiedergeburt in Tibet angibt, sind es nicht die beiden Briefe, sondern ein anderes prophetisches Dokument, versteckt in einem Medaillon und an Tai Situ übergeben, welches Shamar Rinpoche später zur Kritik veranlasste.
Im Januar 1981, neun Monate vor seinem Tod, gab der 16. Karmapa dem 12. Tai Situpa ein Amulett mit einem gelben Brokatüberzug und sagte zu ihm: „Dies ist dein Schutzamulett. In Zukunft wird es große Wohltat vollbringen.“ Obwohl Tai Situpa das Medaillon noch für ungefähr ein Jahr nach dem Tod des Karmapas an einer Goldkette trägt, steckt er es in eine Seitentasche, ohne dessen Bedeutung oder die darin enthaltene Botschaft wahrzunehmen. 1989 folgt Tai Situpa einer Intuition, öffnet das Amulett und findet die dritte Vorhersage in einem Brief, auf dessen Umschlag „Im Jahr des eisernen Pferdes öffnen“ geschrieben ist. In dem Brief steht, dass der Karmapa „nördlich, im Osten der Schneeregion“ wiedergeboren würde. Bei einer Interpretation dieses Satzes auf einer Beratung der vier Regenten im März 1992 wurde angenommen, dass er in einem bestimmten Tal in Osttibet wiedergeboren würde. Der Brief ist auf der Webseite des Kagyü Zentrums abgebildet und enthält unter anderem Folgendes:

„Von hier an bis in den Norden [im] Osten der Schnee[region]

Gibt es ein Land, wo unwillkürlich göttlicher Donner grollt.

[In] einem wunderschönen Nomadenlager im Zeichen der Kuh,

Das Mitgefühl ist Döndrub und die Weisheit ist Lolaga.

[Geboren im] Jahr des einen, welcher der Erde dient

[Mit] dem wundertätigen, weitreichenden Klang eines Weißen:

[Dieser] ist der eine, der als Karmapa bekannt ist.“

Orgyen Trinley Dorjes Mutters Name ist Loga; der Name seines Vaters ist Karma Döndrub Tashi, ein Name, der ihm vom 16. Karmapa gegeben wurde. Obwohl der Suchtrupp, ausgesandt, Orgyen Trinley Dorje zu finden, nichts von dem Brief weiß, liegt die Vorhersage im Brief des 16. Karmapa nah an den Namen der Eltern von Orgyen Trinley Dorje. Laut Michele Martin, ist der Brief so zu interpretieren, dass der Karmapa geboren [wird] .. in der Umgebung von Lhathok, was übersetzt 'göttlicher' (lha) Donner (thog) heißt. Der Name der entfernten Nomadengemeinschaft, wo Orgyen Trinley Dorje geboren wird, ist Bagor, wobei ba 'Kuh' bedeutet. Die nächste Zeile weist auf seine Eltern hin, das Mitgefühl (oder die Methode), Motiv des männlichen Buddha, bezieht sich auf seinen Vater Döndrub, die Weisheit, Motiv des weiblichen Buddha, bezieht sich auf seine Mutter Lolaga. Der eine, der der Erde dient weist auf ein Nutztier hin. Orgyen Trinley Dorje wird 1985 im Jahr des Ochsen geboren. Der weitreichende Klang eines Weißen weist auf den Klang des Muschelhorns hin, welches auf wundersame Weise Stunden nach Karmapas Geburt im Himmel widerhallte. (Michele Martin, Music in the Sky, Ithaca, New York: Snow Lion Publications, 2003.)
Am 22. Mai 1992 einen Monat vor seinem siebenten Geburtstag, wurde Orgyen Trinley Dorje in der Nähe von Bagor, Lhatok in Osttibet entdeckt. Dazu auf der Webseite des Kagyü Zentrums:

„Nach Abwägung der Anhaltspunkte und weiteren Treffen mit Ihren Eminenzen Tai Situ Rinpoche, Tsurphu Gyaltsab Rinpoche und Shamar Rinpoche, stellt seine Heiligkeit der Dalai Lama den Buktham Rinpoche aus, die offizielle Bekanntmachung der Anerkennung der Identität Seiner Heiligkeit des 17. Karmapa durch den Dalai Lama“

Am 27. September 1992 wurde Orgyen Trinley Dorje im Kloster Tsurphu in Tibet inthronisiert. Die Zeremonie wurde von 20.000 Menschen besucht. Er lebte weitere sieben Jahre in Tsurphu. Im Juni 1993 erklärten chinesische Delegierte im Rahmen der Weltkonferenz über Menschenrechte in Wien, dass dieser Karmapa einst den Dalai Lama als Führer der Tibeter ablösen werde. Ende 1999 entschied der 14-jährige Orgyen Trinley Dorje, dass die auf ihn auferlegten Restriktionen der chinesischen Regierung seine Fähigkeit, seine Schüler zu lehren und Lehren der Linienmeister zu erhalten, zu stark einschränke. Mitten im Winter unternahm er eine gewagte Flucht über den Himalaya, entkam den chinesischen Behörden und folgte seinem Weg durch Nepal weiter nach Dharamsala, Indien, wo er am 5. Januar 2000 ankam. Weitere Details seiner Flucht können in einer Pressemitteilung gelesen werden.
Orgyen Trinley Dorje selbst zweifelte in mehreren Vorträgen daran, ein bewusst wiedergeborener Lehrer zu sein. „Ich habe keinen Grund anzunehmen, dass ich die Reinkarnation irgendeines großen Lamas bin“, sagte er beispielsweise am 4. März 2018 zu seinen Schülern während des 35. Kagyü Monlam.

## Kandidat Thaye Dorje
Thaye Dorje wurde am 6. Mai 1983 in Lhasa, Tibet geboren. Sein Vater Mipham Rinpoche, ist die Reinkarnation eines wichtigen Lamas der Nyingma-Schule. Im Oktober 1986 kontaktierte Chobgye Tri Rinpoche, Senior Sakya Meister und Linienhalter einer der drei Sakya Linien, den Shamarpa und informierte ihn über einen Traum bezüglich eines Verwandten aus Lhasa, der ihm ein Bild bringe und wiederholt behauptete, dies sei der Karmapa. 1988 wurde Lopön Tsechu Rinpoche ausgesandt mehr Informationen über das Kind einzuholen. Später wurde ein weiterer Lama anonym ausgesandt, die Familie und den Jungen zu treffen, ohne den wahren Grund seines Besuches zu nennen. Auf dem Treffen mit dem Abgesandten sagte der Junge sofort „Du bist wegen mir geschickt worden.“ Diese Begebenheit und weitere Beweise haben den Shamarpa überzeugt, dass dieser Junge tatsächlich die Reinkarnation des 16. Karmapa ist. Im März 1994 floh Thaye Dorje mit seiner Familie aus Tibet und reiste nach Neu-Delhi, wo er formell in einer Willkommenszeremonie anerkannt wurde. In den Folgejahren erhielt er im Karmapa International Buddhist Institute in Delhi und in Kalimpong unter der Leitung außergewöhnlicher Lehrer, wie Sempa Dorje, Khenpo Chödrak Rinpoche und weiterer eine umfassende Ausbildung. Seit dem Jahr 2000 reist er immer wieder in den Westen. Die größte Veranstaltung war hierbei die Abschlussveranstaltung seines Europabesuchs 2015, an der 7500 Menschen teilnahmen.

### Sichtweise der Unterstützer Thaye Dorjes
Thaye Dorjes Unterstützer behaupten, dass eigentlich der Shamarpa den Karmapa erkannt habe, und deshalb keine zusätzliche Anerkennung erforderlich oder gar wirksam sei. Unterstützer betonen, dass Karma Pakshi, der 2. Karmapa, vorhersagte, dass „zukünftige Karmapas sich in zwei Nirmanakayaformen manifestieren werden.“ Der 3. Karmapa sah im 1. Shamarpa die Erfüllung dieser Prophezeiung, indem er den wiedergeborenen Shamarpa ein spezielles Verhältnis zu den Karmapas übertrug. Dies würde von anderen Quellen in der älteren Kagyü Literatur unterstützt, wo oft das Symbol der zwei Karmapas zu finden sei, der schwarze und der rote Hut (oder Krone). Frühere Reinkarnationen der Shamarpas wurden außerdem oft Karmapa genannt und können nur anhand eines Vergleichs der Namen früherer Karmapas unterschieden werden. Der 16. Karmapa bestätigte diese Sonderrolle der Karmapas:

„Der Erhabenste des Landes des Schnees ist Avalokiteśvara

Der glorreiche Karmapa vereinigt dessen Essenz in sich.

Nicht getrennt von seinen drei Toren, in der drei Arten der drei Herrn der Familien,

Zeigt er sich in seiner großen Ausstrahlung, der erhabenen Sonne.

Ihn setze ich als Souverän der Praxislinie ein.
Möge er […] erfolgreich und auf Dauer Souverän des Ordens sein.“

Unterstützer beschuldigen Tai Situpa der Fälschung des Briefes, der angeblich vom 16. Karmapa geschrieben und mit Hinweisen über seine Inkarnation in einem Amulett versteckt worden sei. Die Unterstützer Thaye Dorjes fordern eine Überprüfung des Briefes von unabhängigen Experten und Schriftsachverständigen. Bisher weigerte sich Tai Situ die Überprüfung zuzulassen.
Unterstützer des Thaye Dorje sind sich der Prophezeiungen des Chogyur Lingpa über den 17. Karmapa durchaus bewusst und behaupten, die Prophezeiung sei bereits mit dem 16. Karmapa erfüllt: Nach dem 14. Karmapa sei ein Karmapa zu früh gestorben, um inthronisiert zu werden. Bei einem Treffen hätten der 16. Karmapa und Tai Situpa sich über die Mahamudra-Sichtweise ausgetauscht. Damit hätte sich ihr Geist verschmolzen, und die beschriebene Prophezeiung sei erfüllt. Diese Argumentation mag konstruiert erscheinen, allerdings ändert sich dies, sobald einem klar wird, auf welche Quelle sich Shamar Rinpoche für seine Argumentation stützt. Es ist eben selbiger Chogyur Lingpa, von dem die Prophezeiung stammt, der in seiner Autobiographie eben die von Shamar Rinpoche erwähnte Zählweise vorschlägt. Dies erklärt dann auch die Prophezeiung des 5. Karmapa, Deshin Shegpa, dass zwischen dem Ende des Lebens des 16. Karmapa und dem Anfang des Lebens des 17. Karmapa der chinesische Kaiser gestürzt wird und die Chinesen Tibet besetzen werden.
Obwohl die Anhänger Orgyen Trinley Dorjes betonen, dass er der einzige Kandidat sei, der in Tibet inthronisiert wurde, sind beide Anwärter in Tibet geboren, so dass die Vorhersage über die Rückkehr nach Tibet in den zwei Briefen von beiden Anwärtern erfüllt wird.
Einige von Thaye Dorjes Unterstützern heben zudem hervor, dass die Anerkennung durch den Dalai Lama von Geoffrey Samuel aus Neuseeland in Zusammenhang mit einem Gerichtsfall überprüft wurde und für die Karmapas nicht erforderlich sei. Geschichtlich haben nur der 13. und der 14. Dalai Lama Karmapas anerkannt, wobei das Büro des 13. Dalai Lama zuerst einen falschen Kandidaten des 16. Karmapa anerkennen wollte. Interessant ist auch, dass Tai Situpa und Gyaltsab Rinpoche dem Dalai Lama 1992 verschwiegen, dass Shamarpa nicht mit ihrer Wahl einverstanden war, als sie den Dalai Lama baten, Orgyen Trinley als Karmapa zu bestätigen.
Schließlich behaupten einige Unterstützer Thaye Dorjes, dass Tai Situpa und Orgyen Trinley Marionetten in den Händen des kommunistischen China seien, welches Orgyen Trinley zu benutzen plante, um einen stärkeren Einfluss auf Tibet auszuüben. Den Unterstützern Thaye Dorjes zufolge habe China den Plan, ihren auserwählten Karmapa als spirituellen Führer Tibets zu bestimmen, sobald der derzeitige Dalai Lama gestorben sei. Für die Verbindungen zu China werden in einem Artikel des angesehenen Schweizer Wirtschaftsmagazins Match Akong und Thrangu Rinpoche verantwortlich gemacht.
Ole Nydahl sagte, dass die Zeit zeigen würde, welcher der beiden Inhaber der tatsächliche Karmapa sei, da die Handlungen der Kandidaten entweder ihre Reinkarnation bestätigen werden oder nicht. Er und andere Lamas, die Thaye Dorje unterstützen, haben die zwei jungen Männer dazu aufgerufen sich zu treffen und darüber zu diskutieren.

## Kürzliche Entwicklungen

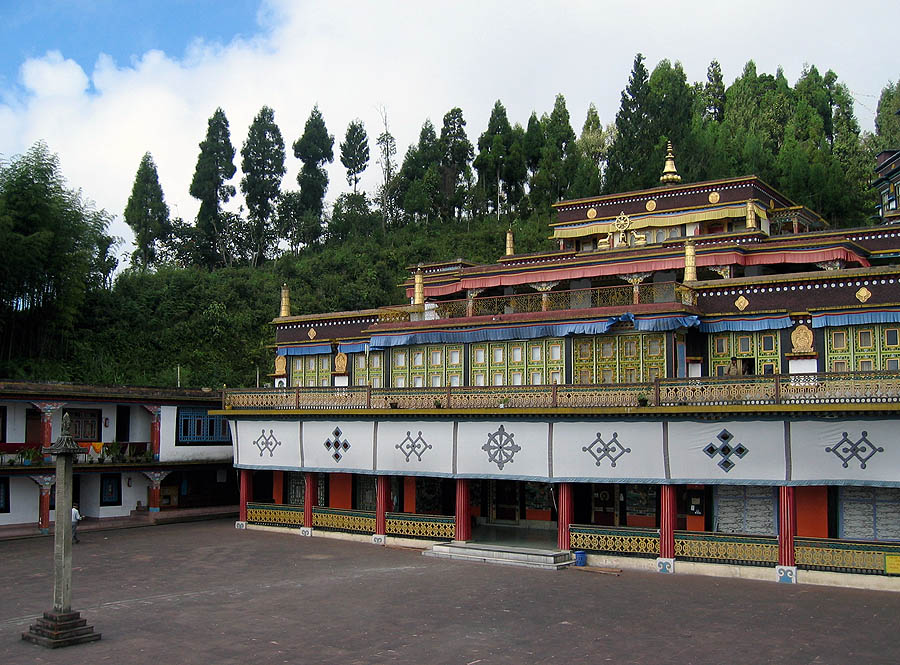
Kloster Rumtek

Die Leitung des Klosters Rumtek, Exilsitz des 16. Karmapa, ist unter den rivalisierenden Anwärtern hart umkämpft. 1961 gründete der 16. Karmapa den Karmapa Charitable Trust, eine wohltätige Stiftung, die das Weiterbestehen der Karma-Kagyü Linie sicherte und dessen Spenden insbesondere dem Kloster Rumtek zugutekamen. Orgyen Trinleys Anhänger behaupten, der Trust sei allein gegründet worden, damit der Wohlstand der Karmapa Anhänger eingesehen werden kann, um finanzielle Mittel für die Erhaltung des Klosters, die medizinischen Gebühren der Mönche usw. bereitzustellen. Das höchste indische Gericht entschied 2003, dass der Karmapa Charitable Trust einen Anspruch auf den Grundbesitz von Rumtek hat. Die Mitglieder des Trusts sind zum großen Teil Anhänger Karmapa Thaye Dorjes.
Gemäß der offiziellen Seite von Shamarpa traf sich Orgyen Trinley Dorje mit Shamarpa in New Delhi am 9. Januar 2007. Orgyen Trinley Dorje äußerte bereits 2005 seinen Wunsch, Shamarpa zu treffen, und bat Drigung Chetsang Rinpoche Shamarpa diese Botschaft zu überbringen. Das zweite Mal überbrachte Chökyi Nyima diesen Wunsch, den Shamarpa akzeptierte, und arrangierte dann ein persönliches Treffen zwischen Orgyen Trinley Dorje und Shamarpa. Dawa Tsering, Geschäftsführer des Büros von Shamarpa, sagte, Orgyen Trinley Dorje „war überzeugt, dass dieses Treffen Frieden in der Kagyu-Schule bringen würde und dadurch dazu beitragen würde, dass der Buddha Dharma erblüht.“ Er fügte an, dieses Treffen würde eine Basis für eine Wiedervereinigung für alle in der Dharma Sangha legen. „Deshalb sollte solch eine Initiative von allen wertgeschätzt werden.“
Laut einer Mitteilung vom 23. August 2010 auf der Website von Trinley Thaye Dorje kam es am 13. August 2010 in Dharamsala zu einem etwa anderthalbstündigen Treffen zwischen Shamarpa und dem Dalai Lama, bei dem die Sichtweisen über den fortdauernden Karmapa-Konflikt ausgetauscht und mögliche Lösungen besprochen wurden. Obwohl die Angelegenheit auch aufgrund der Verwobenheit mit der chinesischen und indischen Politik schwierig zu lösen sei, drückt der Shamarpa in der Mitteilung sein Vertrauen darüber aus, dass mit dem Segen und der Unterstützung des Dalai Lama eine einvernehmliche Lösung zum Wohle der Karma Kagyü Linie und des tibetischen Buddhismus insgesamt gefunden werden kann.
Im Jahr 2011 kam es zu Hausdurchsuchungen in dem Kloster in dem Karmapa Orgyen Trinley lebt. Es wurden große Mengen an Bargeld in chinesischer Währung sichergestellt und ein Verfahren gegen diesen Karmapa und zwei seiner Mitarbeiter eingeleitet, das zwar bald eingestellt, kürzlich aber wieder aufgenommen wurde. Die indischen Behörden sind in diesem Punkt sehr sensibel, da sie befürchten, China könne mit Hilfe Karmapa Orgyen Trinley Einfluss auf die Exiltibeter in Indien ausüben.
Am 4. März 2018 veröffentlichte Orgyen Trinley Dorje auf seinem offiziellen Youtube-Kanal ein Video. Ins Englische übersetzt wurde es durch den offiziellen amerikanischen Übersetzer David Karma Choephel. Er erklärt darin mehrfach, er sei ein einfacher Mensch und insbesondere keine Wiedergeburt irgendeines Lama. Seine Schüler deuten dies als üblichen Ausdruck seiner Bescheidenheit und nicht als Beweis gegen seine Authentizität. Weiterhin spricht er in dem Video über seine persönlichen Schwierigkeiten in der Ausführung seines Amtes und bittet die Praktizierenden darum die Teilung der Karma Kagyü Linie zu überdenken.
Am 11. Oktober 2018 veröffentlichten beide Karmapas eine Erklärung, in der sie schrieben, sie hätten sich über mehrere Tage in Frankreich getroffen, um sich kennenzulernen, zusammenzuarbeiten und die Schwierigkeiten in der Karma Kagyü Linie gemeinsam zu überwinden. Sie drückten ihre Hoffnung aus, dass eine tiefe Verbindung zwischen ihnen entstehen möge.
Ende Dezember 2018 berichtet die Times of India, davon dass die Indische Regierung Ogyen Trinley nicht als legitimen buddhistischen Würdenträger anerkennen würde.
Im Januar 2019 wurden in taiwanesischen Medien Anschuldigen einer Frau verbreitet, die behauptete, von Orgyen Thrinle Dorje sexuell ausgebeutet worden zu sein.
Im Oktober 2019 veröffentlichten beide Karmapas Trinley Thaye Dorje und Ogyen Trinley Dorje gemeinsam eine Lange-Lebens-Anrufung (long life prayer) für die Wiedergeburt des zweithöchsten Linienhalters Kunzig Shamar Rinpoche. 
In einem gemeinsamen Brief äußerten beide am 4. Dezember 2023, dass beide in vereinigten Bemühungen ohne das Einwirken von Dritten für die Anerkennung des nächsten Shamarpa einstehen werden. Auch beabsichtigten sie gemeinsam die Verantwortung für seine Ausbildung, Ermächtigungen, Übertragungen und Kernanweisungen zu übernehmen.

## Referenzen und Fußnoten
1. ↑  alternative Schreibweise: Ogyen Trinley Dorje
2. 1 2  Joint statement of His Holiness Trinley Thaye Dorje and His Holiness Ogyen Trinley Dorje – The 17th Karmapa: Official website of Thaye Dorje, His Holiness the 17th Gyalwa Karmapa. In: The 17th Karmapa: Official website of Thaye Dorje, His Holiness the 17th Gyalwa Karmapa. 11. Oktober 2018 (karmapa.org [abgerufen am 13. Oktober 2018]).
3. 1 2  Archivierte Kopie (Memento des Originals vom 28. Mai 2006 im Internet Archive)  Info: Der Archivlink wurde automatisch eingesetzt und noch nicht geprüft. Bitte prüfe Original- und Archivlink gemäß Anleitung und entferne dann diesen Hinweis. Ein Unterstützer Urgyen Trinley Dorjes über frühere Kontroversen
4. ↑  Zur Stellung der Shamarpas in der Linie, siehe: https://kagyuoffice.org/gyalwang-karmapas-teachings-on-the-vajradhara-lineage-prayer-session-one-great-masters-of-the-karma-kamtshang-lineage/
5. ↑  Neuere historische Untersuchungen sprechen Shamarpa in dem Konflikt eher eine vermittelnde Rolle zu. Vergl. Archivierte Kopie (Memento vom 3. Dezember 2013 im Internet Archive)
6. 1 2  Ken Holmes: Karmapa Urgyen Trinley Dorje. ISBN 3-89568-027-3, S. 56.
7. ↑  http://www.nalandabodhi.org/
8. ↑  Vorsteher des Karma Triyana Dharmachakra (Memento vom 9. Mai 2007 im Internet Archive)
9. ↑  Shambhala International
10. ↑  Samye Ling
11. ↑  Stellungnahme von Beru Khyentse Rinpoche zum Karmapa-Konflikt (Memento vom 23. Februar 2007 im Internet Archive)
12. ↑  Gesamter Text des Briefes (Memento vom 11. Oktober 2004 im Internet Archive)
13. ↑  Urgyen Trinley Dorjes Biografie (Memento vom 13. Oktober 2004 im Internet Archive)
14. ↑  Die Presse, Wien vom 17. Juni 1993, Seite 2: AM RANDE DER KONFERENZ.
15. ↑  Pressemitteilung zu Urgyen Trinley Dorjes Flucht (Memento vom 18. Oktober 2004 im Internet Archive)
16. ↑  Karmapa: Special Message from His Holiness the Karmapa. 4. März 2018, abgerufen am 6. März 2018.
17. ↑  http://karmapa-in-deutschland.de/europa-zentrum-2015.php
18. ↑  Diesen Standpunkt vertritt auch Karmapa Ogyen Trinley in: Gyalwang Karmapa’s Teachings on the Vajradhara Lineage Prayer February, 26th, 2012, Bodhgaya.
19. ↑  Der 16. Karmapa: Langlebensgebet für Shamarpa, in: Gesammelte Schriften, zit. n. Karma Trinlay Rinpoche: The 14th Shamarpa Mipham Chokyi Lodro, S. 6.
20. ↑  Rede Shamarpas auf der Internationalen Karma Kagyu Konferenz 1996 in Neu-Delhi (Memento vom 30. September 2007 im Internet Archive)
21. ↑  Shamarpa über Chogyur Lingpas Prophezeiung
22. ↑  siehe A short History of the Karma Kagyü Lineage. Appendix S. 51.
23. ↑  Geoffrey Samuel zur Anerkennung durch den Dalai Lama
24. ↑  http://karmapaissue.wordpress.com/2014/04/03/ein-falscher-kandidat-fur-den-16-karmapa/
25. ↑  das spiegelt sich in der vorbehaltlichen Anerkennung des Dalai Lama wider, wo steht: „Die Tulkus, Lamas und die Sangha aus Tibet und von außerhalb […] baten mit eingerichteter Hingabe und Hoffnung um den Rat, ob dies die Wiedergeburt Karmapas sei.“ https://materialien-karmapa-kontroverse.weebly.com/chronologie-der-ereignisse.html Fußnote 13
26. ↑  Archivierte Kopie (Memento vom 4. Oktober 2015 im Internet Archive)
27. ↑  Bestätigung für den 17. Karmapa Thaye Dorje: Karmapa Charitable Trust vom Höchsten Gericht Indiens als rechtmäßiger Eigentümer des Klosters Rumtek anerkannt (2004)
28. ↑  January, 2007 His Holiness Shamarpa Rimpoche met His Holiness Orgyen Trinley Rinpoche, shamarpa.org, Archivierte Kopie (Memento vom 6. Februar 2007 im Internet Archive)
29. ↑  August, 2010 Shamarpa Rimpoche met His Holiness Dalai Lama, karmapa.org,
30. ↑  Top Tibetan Monk on Money Laundering Charge
31. ↑  Arnaud Dotezac im Schweizer Wirtschaftsblatt Market: Buddhist soft power, Chinese-style (Memento vom 23. August 2015 im Webarchiv archive.today)
32. ↑  Karmapa: Special Message from His Holiness the Karmapa. Abgerufen am 11. Januar 2019.
33. ↑  Lilly Greenblatt: Karmapa shares personal struggles, calls for reconciliation in his community. In: Lion's Roar. 15. März 2018, abgerufen am 11. Januar 2019 (amerikanisches Englisch).
34. ↑  Gabriel Lefferts: Karmapa Ogyen Trinley Dorje Calls for Reevaluation amid Division. 12. März 2018, abgerufen am 11. Januar 2019 (englisch).
35. ↑  ‘Dorje no longer recognised by Indian govt as 17th Karmapa’ - Times of India. Abgerufen am 11. Januar 2019.
36. ↑  Medienbericht, chinesisch Ettoday, Taiwan
37. ↑  Joint long life prayer for Kunzig Shamar Rinpoche’s reincarnation by Trinley Thaye Dorje and Ogyen Trinley Dorje. 27. Oktober 2019, abgerufen am 28. Oktober 2019 (amerikanisches Englisch).
38. ↑  A joint statement regarding the reincarnation of Kunzig Shamar Rinpoche. 4. Dezember 2023, abgerufen am 4. Dezember 2023 (amerikanisches Englisch).